# Родригес, Джанни
Джанни Даниэль Родригес Фернандес (исп. Gianni Daniel Rodríguez Fernández; родился 7 июня 1994 года, Монтевидео) — уругвайский футболист, защитник армянского клуба «Суд Америка».

## Клубная карьера
Родригес — воспитанник клуба «Данубио». 1 сентября 2012 года в матче против «Прогресо» он дебютировал в уругвайской Примере. В начале 2013 года Джанни перешёл в лиссабонскую «Бенфику», но из-за большой конкуренции был сразу же отправлен в дубль. 13 апреля в матче против ковильянского «Спортинга» он дебютировал в Сегунда лиге. В 2015 году на правах аренде Джанни вернулся на родину в «Пеньяроль». 21 марта в матче против «Суд Америка» он дебютировал за новую команду. В 2016 году клуб выкупил трансфер Родригеса.
В начале 2017 года Джанни на правах аренды перешёл в «Серро». 4 февраля в матче против столичного «Расинга» он дебютировал за новую команду.
Летом того же года Родригес перешёл в «Суд Америка». 27 августа в матче против «Рампла Хуниорс» он дебютировал за новый клуб.

## Международная карьера
В 2011 году Родригес в составе юношеской сборной Уругвая принял участие в юношеском чемпионате Южной Америки в Эквадоре. На турнире он сыграл в матче против Боливии, Бразилии, Парагвая, Перу, Колумбии и дважды против Эквадора и Аргентины. В том же году Джанни завоевал серебряные медали юношеского чемпионата мира в Мексике. На турнире он сыграл в матчах против команд Канады, Руанды, Англии, Конго, Узбекистана, Бразилии и Мексики.
В 2011 году Родригес завоевал бронзовые медали на Панамериканских играх в Гвадалахаре. На турнире он сыграл в матче против Тринидад и Тобаго, Мексики и Коста-Рики.
В конце декабря 2012 года Родригес был включен в заявку сборной Уругвая на участие в молодёжном чемпионате Южной Америки. На турнире он сыграл в матчах против Венесуэлы, Колумбии, Чили, Парагвая и дважды Эквадора и Перу.
Летом того же года Родригес помог молодёжной команде завоевать серебряные медали молодёжного чемпионата мира в Турции. На турнире он сыграл в матчах против команд Хорватии, Новой Зеландии, Узбекистана, Нигерии, Испании, Ирака и Франции.

## Достижения
Международные
Уругвай (до 17)
- Чемпионат мира по футболу среди юношеских команд — 2011
- Чемпионат Южной Америки по футболу среди юношеских команд — 2011

Уругвай (до 20)
- Чемпионат мира среди молодёжи — 2013

Уругвай (до 22)
- Панамериканские игры — 2011